# Péronnas
Péronnas – miejscowość i gmina we Francji, w regionie Owernia-Rodan-Alpy, w departamencie Ain.

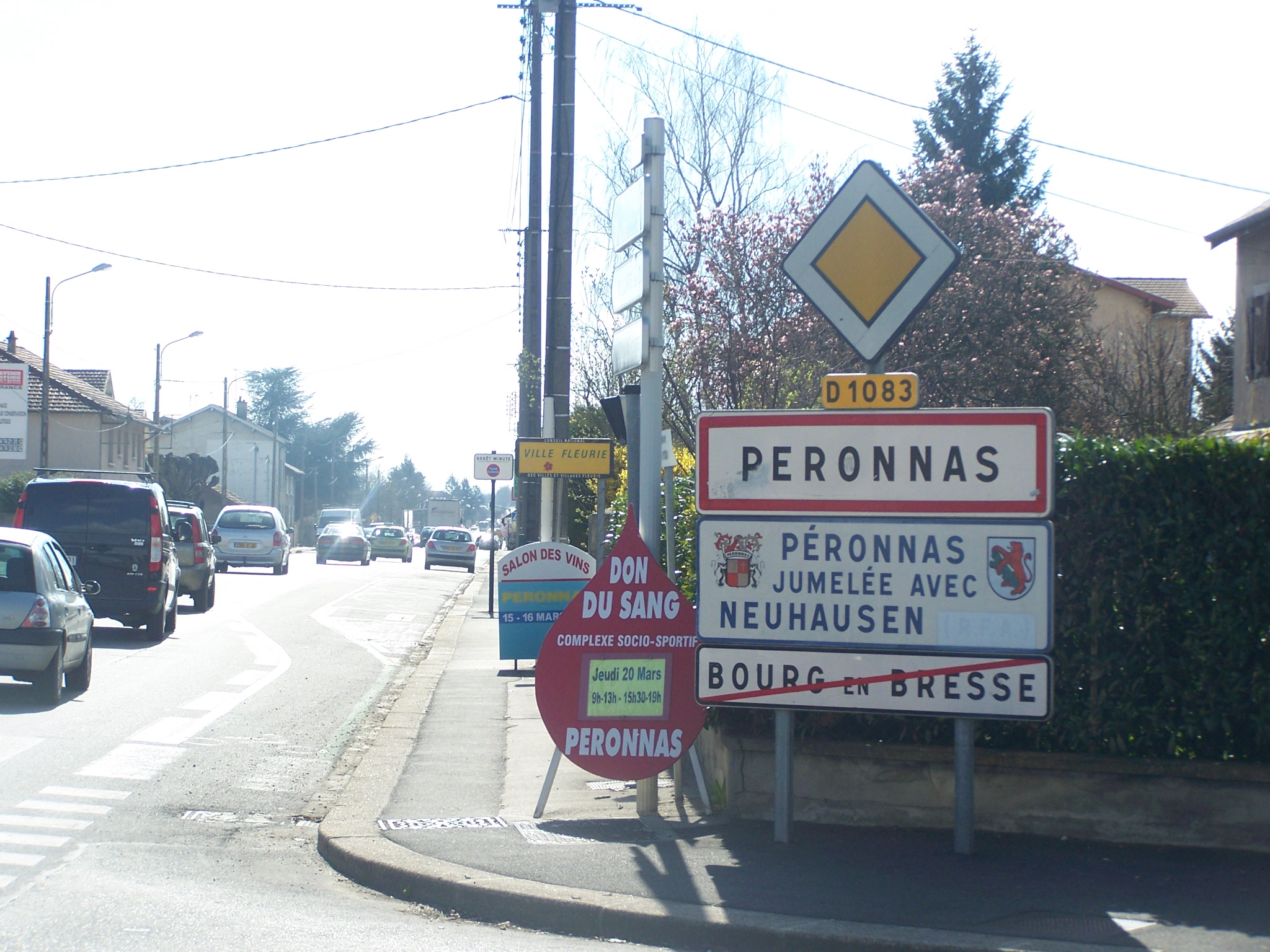
Rogatki Péronnas (2008 r.)

## Demografia
Według danych na styczeń 2012 roku gminę zamieszkiwało 6431 osób, a gęstość zaludnienia wynosiła 365,6 osób/km².